# Municipio de Hawk Point
El municipio de Hawk Point (en inglés: Hawk Point Township) es un municipio ubicado en el condado de Lincoln en el estado estadounidense de Misuri. En el año 2010 tenía una población de 2472 habitantes y una densidad poblacional de 18,78 personas por km².

## Geografía
El municipio de Hawk Point se encuentra ubicado en las coordenadas 38°59′3″N 91°6′50″O / 38.98417, -91.11389. Según la Oficina del Censo de los Estados Unidos, el municipio tiene una superficie total de 131.66 km², de la cual 130,46 km² corresponden a tierra firme y (0,91 %) 1,19 km² es agua.

## Demografía
Según el censo de 2010, había 2472 personas residiendo en el municipio de Hawk Point. La densidad de población era de 18,78 hab./km². De los 2472 habitantes, el municipio de Hawk Point estaba compuesto por el 96,44 % blancos, el 1,01 % eran afroamericanos, el 0,08 % eran amerindios, el 0,28 % eran asiáticos, el 0,61 % eran de otras razas y el 1,58 % eran de una mezcla de razas. Del total de la población el 2,43 % eran hispanos o latinos de cualquier raza.